# Donkervoortse Loop
De Donkervoortse Loop is een riviertje in de gemeente Laarbeek. Het is enkele kilometers lang.
Het riviertje begint in landbouwgebied ten westen van Lieshout en komt voort uit waterlopen als Loop van het Bosven en Lange Loop. De hoofdrichting is noordoostelijk, waarbij de Donkervoortse Loop ook langs het laaggelegen natuurgebied Moorselaar en langs enkele andere broekbosrestanten loopt. Uiteindelijk bereikt de waterloop de Heieindse Loop, waar hij in uitmondt.
Het riviertje is vernoemd naar de buurtschap Donkersvoort, waar het doorheen stroomt.